# Tavola dei gruppi di Lie
Questo articolo presenta una tavola di alcuni dei più comuni gruppi di Lie, ciascuno con la sua algebra di Lie associata.
Sono fornite le proprietà topologiche del gruppo (dimensione, connessione, compattezza, natura del gruppo fondamentale e il fatto che sia semplicemente connesso o meno) insieme alle loro proprietà algebriche (se si tratti di gruppo abeliano, di gruppo semplice, di gruppo semisemplice).
Per ulteriori esempi di gruppi di Lie e per altri argomenti collegati si veda anche l'elenco degli articoli sui gruppi di Lie.

## Gruppi di Lie reali e loro algebre
| Gruppo di Lie | Descrizione | Osservazioni | algebra di Lie | Descrizione | dim/R    |
| ------------- | --- | --- | -------------- | --- | -------- |
| Rn            | Spazio euclideo munito della somma                                                                                     | abeliano, semplicemente connesso, non compatto                                                                                          | Rn             | le parentesi di Lie danno zero | n        |
| R×            | Numeri reali muniti della moltiplicazione                                                                              | abeliano, non connesso, non compatto | R              | le parentesi di Lie danno zero | 1        |
| R+            | Numeri reali positivi muniti della somma                                                                               | abeliano, semplicemente connesso, non compatto                                                                                          | R              | le parentesi di Lie danno zero | 1        |
| S1            | gruppo circolare: numeri complessi di valore assoluto 1 muniti della moltiplicazione; noto anche come U(1).            | abeliano, connesso, non semplicemente connesso, compatto; isomorfo a SO(2) e R/Z.                                                       | R              | le parentesi di Lie danno zero | 1        |
| H×            | quaternioni non nulli muniti della moltiplicazione                                                                     | semplicemente connesso, non compatto | H              | quaternioni, con le parentesi di Lie come commutatore | 4        |
| S3            | quaternioni aventi valore assoluto 1, muniti della moltiplicazione; noto anche come Sp(1); topologicamente una 3-sfera | semplicemente connesso, compatto, semplice e semisemplice; isomorfo a SU(2) ed a Spin(3)                                                | Im(H)          | quaternioni con parte reale nulla, con le parentesi di Lie come commutatore; isomorfo a 3-vettori reali, con le parentesi di Lie come prodotto vettoriale; anche isomorfo a su(2) e a so(3) | 3        |
| GL(n,R)       | Gruppo lineare generale: matrice invertibile reale n×n                                                                 | non connesso, non compatto | M(n,R)         | matrici n×n, con le parentesi di Lie come commutatore | n2       |
| GL+(n,R)      | matrici reali n×n di determinante positivo                                                                             | connesso, non compatto, per n≥2: non semplicemente connesso                                                                             | M(n,R)         | matrici n×n con le parentesi di Lie come commutatore | n2       |
| SL(n,R)       | Gruppo lineare speciale: matrici reali di determinante 1                                                               | connesso, pern≥2: non semplicemente connesso, non compatto                                                                              | sl(n,R)        | matrici quadrate di traccia 0, con parentesi di Lie come commutatori | n2−1     |
| O(n)          | gruppo ortogonale: matrici ortogonali reali                                                                            | non connesso, compatto | so(n)          | matrici antisimmetriche reali quadrate, con parentesi di Lie come commutatore | n(n−1)/2 |
| SO(n)         | gruppo ortogonale speciale: matrici ortogonali reali di determinante 1                                                 | connesso, compatto, per n ≥ 2: non semplicemente connesso, per n = 3 e n≥5: semplice e semisemplice                                     | so(n)          | matrici antisimmetriche quadrate reali, con parentesi di Lie come commutatore | n(n−1)/2 |
| Spin(n)       | gruppo di spin: rivestimento doppio di SO(n)                                                                           | compatto, per n≥2: connesso, per n≥3: semplicemente connesso                                                                            | so(n)          | matrici antisimmetriche reali quadrate, con parentesi di Lie come commutatore | n(n−1)/2 |
| Sp(2n,R)      | gruppo simplettico: matrici simplettiche reali                                                                         | connesso, non semplicemente connesso, non compatto, semplice e semisemplice                                                             | sp(2n,R)       | matrici reali che soddisfano JA + ATJ = 0 dove J è la matrice antisimmetrica standard | n(2n+1)  |
| Sp(n)         | gruppo simplettico compatto: matrici unitarie quaternioniche n×n                                                       | compatto, semplicemente connesso, semplice e semisemplice                                                                               | sp(n)          | matrici quaternioniche quadrate A che soddisfano A = −A*, con parentesi di Lie come commutatore                                                                                             | n(2n+1)  |
| U(n)          | gruppo unitario: matrici unitarie complesse n×n                                                                        | connesso, non semplicemente connesso, compatto. Per n=1: sono isomorfe a S1. Nota: questo non è un gruppo dell'algebra complessa di Lie | u(n)           | matrici complesse quadrate A che soddisfano A = −A*, con parentesi di Lie come commutatore                                                                                                  | n2       |
| SU(n)         | gruppo unitario speciale: matrici unitarie complesse n×n di determinante 1                                             | semplicemente connesso, compatto, per n > 2: semplice e semisemplice. Note: questo non è un gruppo dell'algebra complessa di Lie        | su(n)          | matrici quadrate complesse A con traccia 0, che soddisfano A = −A*, con parentesi di Lie come commutatore                                                                                   | n2−1     |

## Gruppi di Lie complessi e loro algebre
Sono date le dimensioni sopra C. Si noti che ogni gruppo o algebra di Lie di dimensioni n sui complessi può essere considerato come un gruppo o algebra di Lie sui reali di dimensione 2n.
| Gruppo di Lie | Descrizione                                                                | Osservazioni                                                                                        | Algebra di Lie | Descrizione                                                                               | dim/C    |
| ------------- | -------------------------------------------------------------------------- | --------------------------------------------------------------------------------------------------- | -------------- | ----------------------------------------------------------------------------------------- | -------- |
| Cn            | l'operazione di gruppo è l'addizione                                       | abeliano, semplicemente connesso, non compatto                                                      | Cn             | le parentesi di Lie danno zero                                                            | n        |
| C×            | nonzero numeri complessi con moltiplicazione                               | abeliano, non semplicemente connesso, non compatto                                                  | C              | le parentesi di Lie danno zero                                                            | 1        |
| GL(n,C)       | gruppo lineare generale: invertibile n×n matrici complesse                 | connesso, non semplicemente connesso, non compatto. For n=1: isomorfo a C×                          | M(n,C)         | n×n matrici, con parentesi di Lie come commutatore                                        | n2       |
| SL(n,C)       | gruppo lineare speciale: matrici complesse con determinante 1              | semplicemente connesso, per n≥2: non compatto, semplice e semisemplice.                             | sl(n,C)        | matrici quadrate con traccia 0, con parentesi di Lie come commutatore                     | n2−1     |
| O(n,C)        | gruppo ortogonale: matrici ortogonali complesse                            | non connesso, per n≥2: non compatto                                                                 | so(n,C)        | matrici complesse quadrate antisimmetriche, con parentesi di Lie come commutatore         | n(n−1)/2 |
| SO(n,C)       | gruppo ortogonale speciale: matrici complesse ortogonali di determinante 1 | connesso, per n≥2: non semplicemente connesso, non compatto; per n=3 e n≥5: semplice e semisemplice | so(n,C)        | matrici complesse quadrate antisimmetriche, con parentesi di Lie come commutatore         | n(n−1)/2 |
| Sp(2n,C)      | gruppo simplettico: matrici simplettiche complesse                         | semplicemente connesso, non compatto, semplice e semisemplice                                       | sp(2n,C)       | matrici complesse che soddisfano JA + ATJ = 0 dove J è la matrice antisimmetrica standard | n(2n+1)  |